# Iota Cancri
Iota Cancri (ι Cnc, ι Cancri; 48 Cnc, 48 Cancri) è un sistema binario situato nella costellazione del Cancro e che si trova a circa 298 anni luce dal Sistema Solare.
Le due componenti distano tra loro circa 30,6 secondi d'arco, permettendo di essere risolte anche da telescopi non particolarmente potenti.

## Osservazione
Grazie alla sua posizione non fortemente boreale, può essere osservata dalla gran parte delle regioni della Terra, sebbene gli osservatori dell'emisfero nord siano più avvantaggiati. Nei pressi del circolo polare artico appare circumpolare, mentre resta sempre invisibile solo in prossimità dell'Antartide.
Il periodo migliore per la sua osservazione nel cielo serale ricade nei mesi compresi fra dicembre e maggio; da entrambi gli emisferi il periodo di visibilità rimane indicativamente lo stesso, grazie alla posizione della stella non lontana dall'equatore celeste.

## Caratteristiche fisiche

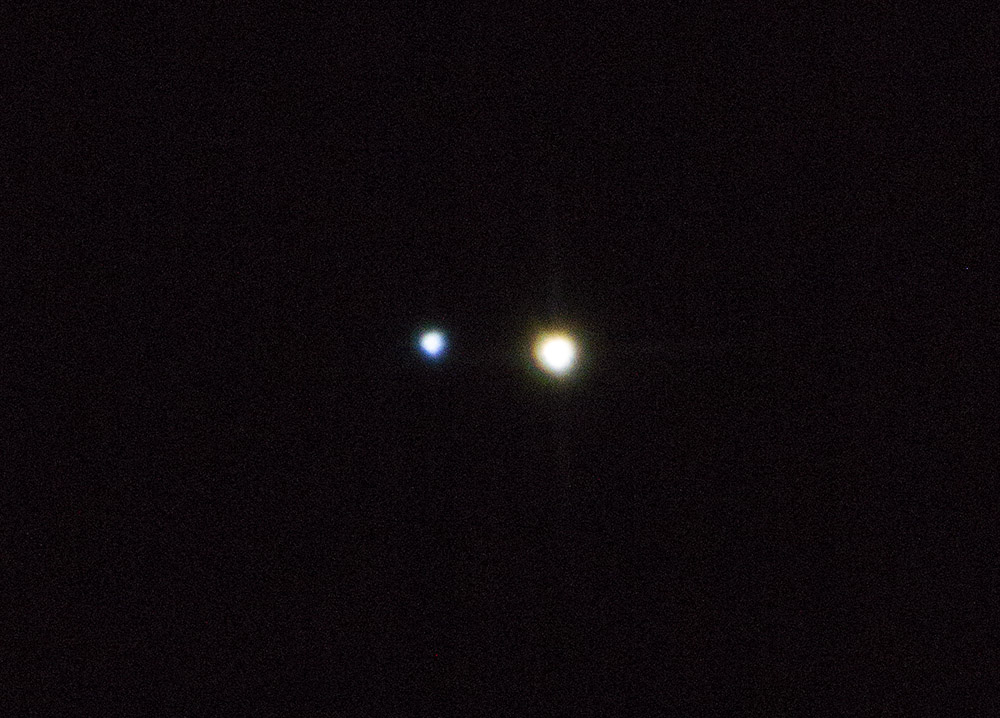
Iota Cancri A e B

Il sistema è formato da Iota Cancri A, una stella gigante brillante gialla, di magnitudine +4,02 la cui classe spettrale è stata variamente classificata come G8Iab, G7,5IIIa o G8II; possiede una temperatura superficiale di 5000 K, una massa 3,5 volte quella solare e una luminosità circa 215 volte la luminosità solare.
Iota Cancri A possiede un nucleo di elio che si sta riscaldando: la sua età è stimata essere di circa 260 milioni di anni, e fino a un milione di anni fa la stella doveva essere una stella bianco-azzurra di sequenza principale di classe B.
La stella compagna, Iota Cancri B, è invece una stella bianca di sequenza principale di classe spettrale A3V di magnitudine +6,57, la cui temperatura è risultata essere 8800 kelvin; possiede una massa appena superiore a quella del Sole e una luminosità 16 volte quella della nostra stella.
La distanza minima tra le due stelle è di circa 2800 UA, indicando un periodo orbitale di almeno 65000 anni.